# The Dovekeepers
The Dovekeepers est une mini-série américaine réalisée par Roma Downey et Mark Burnett, diffusée entre le 31 mars 2015 et le 1er avril 2015 sur CBS. L'histoire est basée sur le roman éponyme d'Alice Hoffman.

## Synopsis
En l'an 70 après Jésus-Christ, plus de 900 juifs sont expulsés de Jérusalem et doivent s’installer dans une forteresse au milieu du désert, Massada. Mais après Jérusalem, les romains veulent aussi assiéger Massada. Ce siège est vu par quatre femmes qui tentent de survivre à cet assaut.

## Distribution
- Cote de Pablo : Shirah
- Rachel Brosnahan : Yael
- Kathryn Prescott : Aziza
- Diego Boneta : Amram
- Sam Neill : Josephus

## Épisodes
1. titre français inconnu (Part 1)
2. titre français inconnu (Part 2)